# Mary Matilyn Mouser
Pour les articles homonymes, voir Mouser.
Mary Mouser, de son nom complet Mary Matilyn Mouser, est née le 9 mai 1996 à Pine Bluff, est une actrice américaine. Elle joue dans des films et séries.

## Biographie
Mary Martilyn Mouser nait le 9 mai 1996 à Pine Bluff dans l' Arkansas, États-Unis.
Elle a une sœur, Laura, et un frère Aaron.
Elle décroche son premier rôle en 2000 dans Franklin et le chevalier vert.
Depuis 2018, elle tient le rôle de Samantha Larusso, la fille de Daniel Larusso, dans la série Cobra Kai qui fait suite aux films Karaté Kid. Elle y joue une adolescente, aussi douée au karaté que son père.

## Filmographie

### Cinéma
- 2019 : Gates of Darkness : Michelle

### Téléfilms
- 2007 : Une nouvelle donne (A Stranger's Heart) (TV)
- 2012 : Amiennemies (Téléfilm) Savannah/Emma

### Séries Télévisées
- 2004 : FBI : Portés disparus
- 2004 : Scrubs : Petite fille de l'aire de jeu (saison 4, épisode 21)
- 2005 : Les Experts : Cassie McBride  (saison 6 épisode 5)
- 2005 - 2006: NCIS : Enquêtes spéciales (saison 3, épisodes 23 et 24) : Kelly Gibbs
- 2007 - 2008 : Life Is Wild
- 2009 : Lie to Me : Tyler Seeger (saison 2, épisode 3)
- 2010 : Ghost Whisperer : Madison Clark (saison 5, épisode 14)
- 2011 - 2013 : Body of Proof : Lacey Fleming, fille du docteur Megan Hunt
- 2012 : Drop Dead Diva : Chloé
- 2013 : The Fosters : Sarah
- 2014 : Scandal : Karen Grant
- 2014 : Esprits Criminels (saison 10, épisode 10) : Rebecca Farland
- 2015 : CSI: Cyber (saison 2, épisode 9)
- 2016 : Scorpion (saison 3 épisode 18)
- 2018–2025 : Cobra Kai (série Netflix) : Samantha LaRusso (rôle principal - 50 épisodes)